# Puerto El Triunfo
Puerto el Triunfo – miasto w południowym Salwadorze, w departamencie Usulután, położone nad zatoką Jiquilisco – zatoką Oceanu Spokojnego. Ludność (2007): 9,6 tys. (miasto), 16,6 tys. (gmina).
Miasto zostało założone w 1875 jako port morski wywozu kawy. Obecnie większość mieszkańców miasta żyje z handlu owocami morza i turystyki.